# Busi Mhlongo
Victoria Busisiwe Mhlongo, conocida artísticamente como Busi Mhlongo, (Inanda (Provincia de KwaZulu-Natal), 28 de octubre de 1947 – 15 de junio de 2010), fue una cantante, bailarina y compositora surafricana. Su estilo enérgico de actuación permanece y se puede ver a través del coreógrafo Somizi Mhlongo. Su música es un simbolismo de la lucha por la justicia en Sudáfrica. Su rango vocal era muy amplio y podía pasar de una nota suave a un rugido y fue la inspiración de artistas como Dorothy Masuka, Miriam Makeba y Princess Magogo. Debido a su poderoso activismo contra el apartheid a través de la música, Mhlongo se exilió, por lo que trabajó y vivió en países como los Países Bajos, América del Norte o el Reino Unido. 

## Biografía
Mhlongo creció escuchando diferentes estilos musicales como Mbaqanga, Maskanda, Marabi y la música tradicional Zulú, fusionado con elementos contemporáneos como jazz, funk, rock, gospel, rap, opera, reggae y música africana del Oeste. Sus letras transmiten mensajes conmovedores y tenía una forma de actuación despreocupada que incluía tocar descalza. 
En su juventud, se unió al musical de King Kong en Durban donde tocaba la percusión. En la década de los 60, adoptó el nombre artístico de Vickie (nombre con el que grabó My Boy Lollipop que fue todo un éxito) y posteriormente se convirtió en Busi Mhlongo. Empezó cantando en estilo de sangoma, que influyó mucho en su música posterior.
En la década de los 70, Mhlongo se trasladó a Londres, donde grabó con otros artistas surafricanos que vivían en el exilio como Dudu Pukwana y Julian Bahula. En los 80, actuó internacionalmente, actuando con otros artistas de renombre como
Salif Keita.
A principios de los 90, creó su propia banda llamada Twasa y comenzó a lanzar sus propios trabajos individuales, con su primer álbum, Barbentu, lanzado en 1993. Un año más tarde, se unió a la gira de debut de Hugh Masekela. En 1995, Mhlongo se unió a Hugh Masekela en el Festival Africa '95 de Londres. En 1998, grabó su segundo álbum, Urban Zulu, que se convirtió en un éxito en algunos mercados internaciones y estuvo durante meses en la Billboard World Music. Posteriormente grabó otros discos como Freedom (2003) y Amakholwa antes de su muerte por un cáncer de pecho en junio de 2010.

## Vida personal
Se casó con el baterista Early Mabuza y luego tuvieron una hija. Debido al exilio de Mhlongo, no pudo criar a su hija ni asistir al funeral de su esposo, que fue asesinado.

## Discografía
- Babhemu  1993
- Urban Zulu 1999
- Indiza - Voyages Through New Sounds 2000
- Freedom 2003
- We Baba Omncane 2009